# Passiflora serratifolia
Passiflora serratifolia är en passionsblomsväxtart som beskrevs av Carl von Linné. Passiflora serratifolia ingår i släktet passionsblommor, och familjen passionsblomsväxter. Inga underarter finns listade i Catalogue of Life.

## Bildgalleri

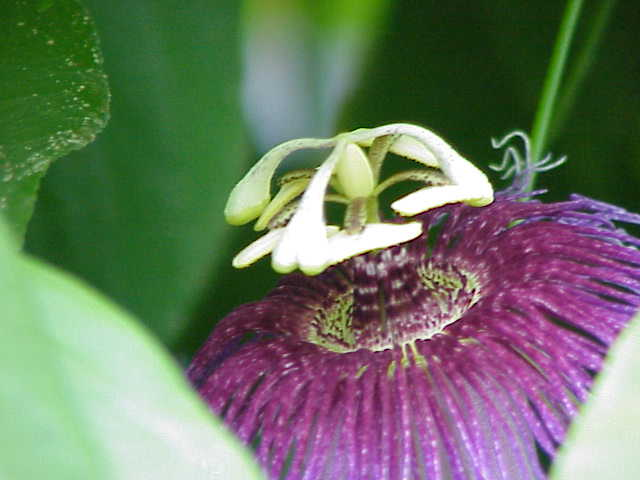
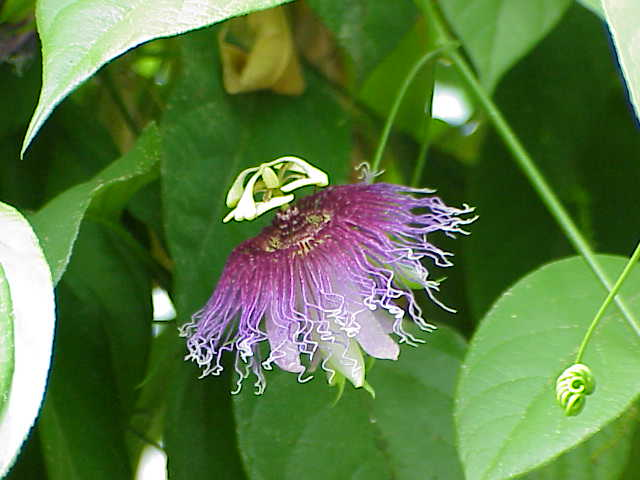
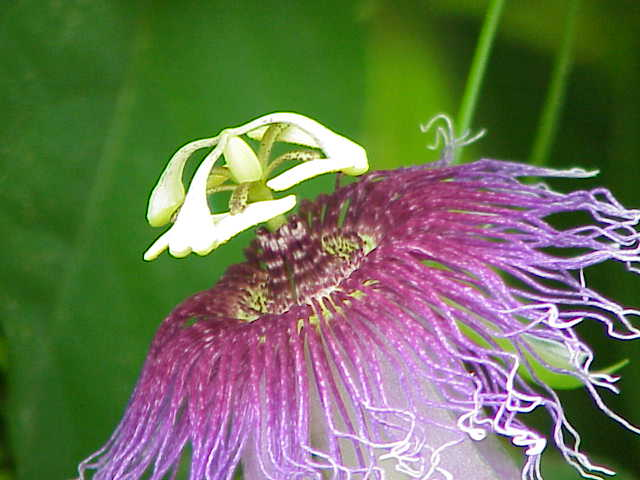